# Fleurey-lès-Saint-Loup
Fleurey-lès-Saint-Loup ist eine französische Gemeinde im Département Haute-Saône in der Region Bourgogne-Franche-Comté.

## Geographie
Fleurey-lès-Saint-Loup liegt auf einer Höhe von 263 m über dem Meeresspiegel, vier Kilometer nordnordöstlich von Saint-Loup-sur-Semouse und etwa 35 Kilometer nordnordöstlich der Stadt Vesoul (Luftlinie). Das Dorf erstreckt sich im äußersten Norden des Departements, an einem leicht nach Süden geneigten Hang über der Niederung des Ruisseau du Chânet, am Rand des Plateaus La Vôge.
Die Fläche des 3,54 km² großen Gemeindegebiets umfasst einen Abschnitt in der leicht gewellten Landschaft am Rand der Vôge. Eingefasst wird das Gebiet im Südwesten durch den Ruisseau du Chânet, im Südosten und Osten durch seinen Zufluss Ruisseau le Petit. Letzterer wird unterhalb des Dorfes zu einem 5 ha großen Weiher aufgestaut. Der Ruisseau du Chânet fließt durch eine Alluvialniederung, die durchschnittlich auf 250 m liegt und eine Breite von ungefähr einem Kilometer aufweist. Er sorgt für die Entwässerung nach Süden über die Semouse zur Lanterne. Nordwärts erstreckt sich das Gemeindeareal über den sanft geneigten Hang von Fleurey bis in den Bois de la Hoiche. Am Rand der Geländeterrasse von Lyaumont wird mit 331 m die höchste Erhebung von Fleurey-lès-Saint-Loup erreicht. In geologisch-tektonischer Hinsicht besteht der Untergrund aus Buntsandstein der unteren Trias.
Nachbargemeinden von Fleurey-lès-Saint-Loup sind Aillevillers-et-Lyaumont im Norden und Osten, Magnoncourt im Süden sowie Saint-Loup-sur-Semouse im Westen.

## Geschichte
Im Jahr 1139 gründeten Augustiner-Chorherren hier das Priorat Saint-Laurent und legten den Grundstein für die Besiedlung. Im Mittelalter gehörte Fleurey zur Freigrafschaft Burgund und darin zum Gebiet des Bailliage d’Amont. Die lokale Herrschaft hatte der Prior inne. Zusammen mit der Franche-Comté gelangte der Ort mit dem Frieden von Nimwegen 1678 definitiv an Frankreich.

## Sehenswürdigkeiten
Die Toleranz-Kapelle (Chapelle de la Tolérance) von Fleurey-lès-Saint-Loup wurde im 19. Jahrhundert im Stil der Neugotik erbaut. Überreste von der ehemaligen romanischen Prioratskirche (12. Jahrhundert) sind erhalten. Die Mairie (Gemeindeverwaltung) ist in einem ehemaligen Prioratsgebäude (ursprünglich 12. Jahrhundert) mit Spitzbogenfenstern untergebracht. 

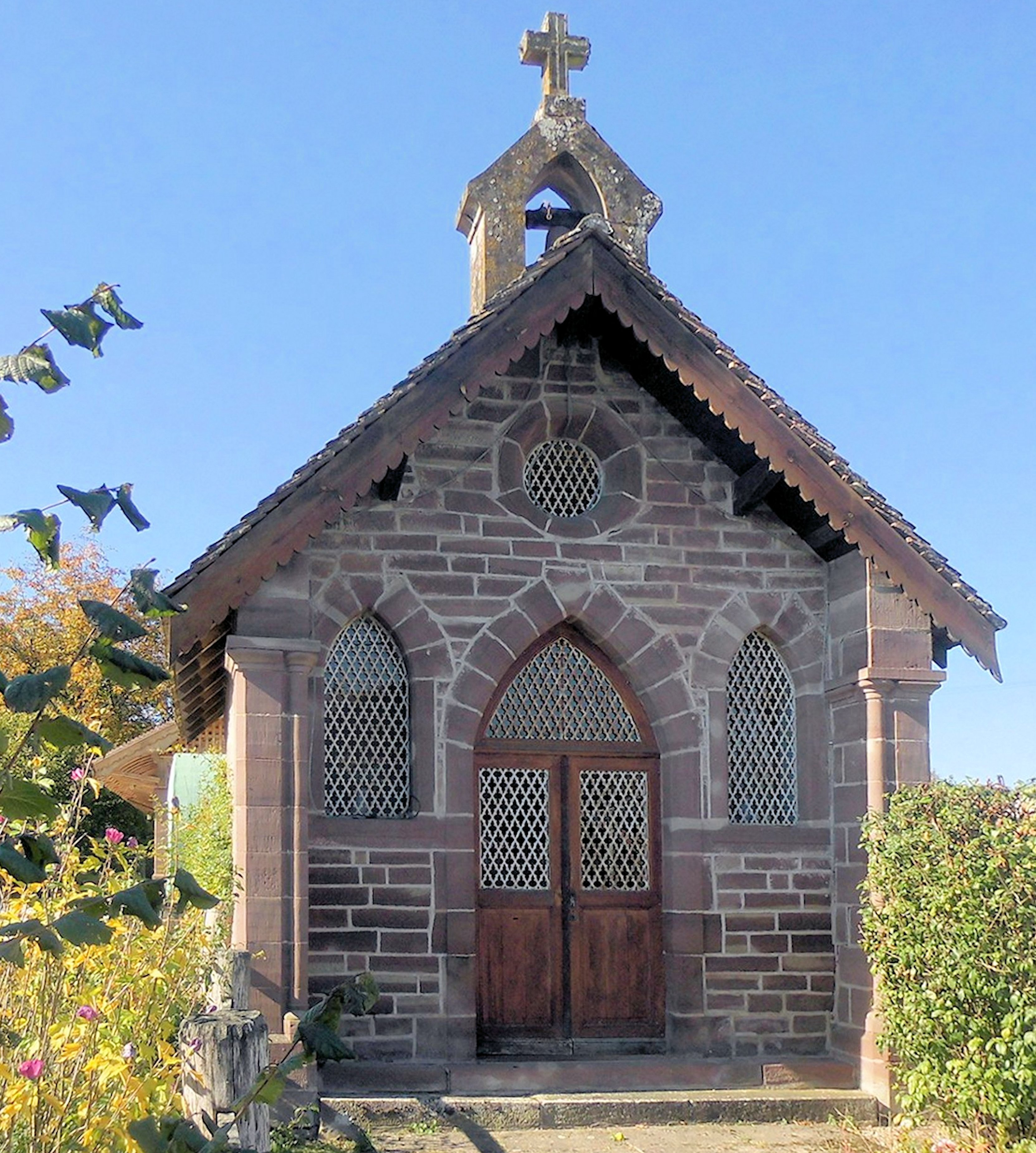
Toleranz-Kapelle
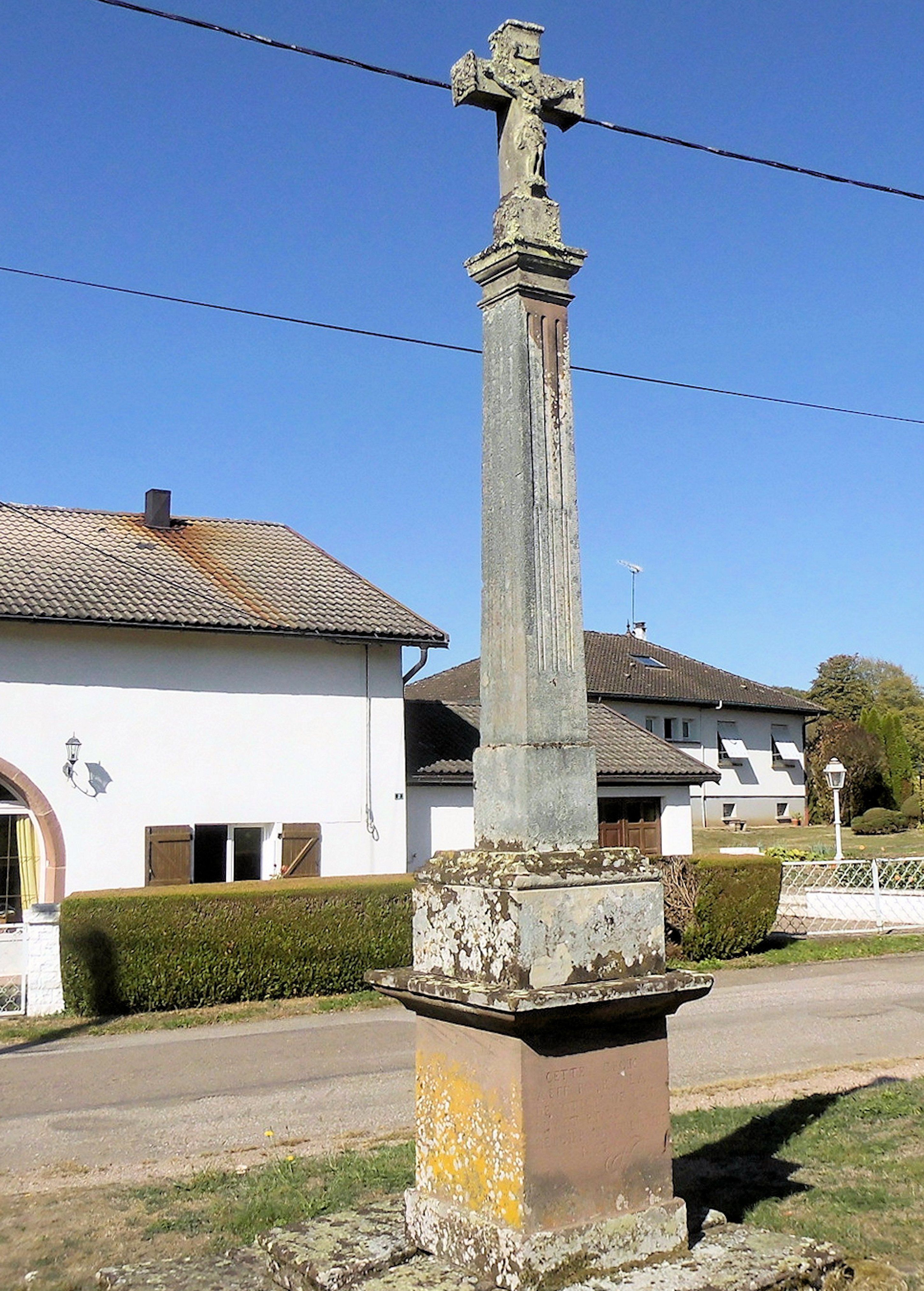
Flurkreuz

## Bevölkerung
| Jahr                       | 1962 | 1968 | 1975 | 1982 | 1990 | 1999 | 2006 | 2018 |
| Einwohner                  | 108  | 125  | 149  | 157  | 154  | 143  | 157  | 136  |
| Quellen: Cassini und INSEE |      |      |      |      |      |      |      |      |

Mit 128 Einwohnern (1. Januar 2022) gehört Fleurey-lès-Saint-Loup zu den kleinen Gemeinden des Départements Haute-Saône. Nachdem die Einwohnerzahl in der ersten Hälfte des 20. Jahrhunderts abgenommen hatte (1881 wurden noch 182 Personen gezählt), wurden nach einem leichten Anstieg seit Mitte der 1970er Jahre nur noch geringe Schwankungen verzeichnet.

## Wirtschaft und Infrastruktur
Fleurey-lès-Saint-Loup war bis weit ins 20. Jahrhundert hinein ein vorwiegend durch die Landwirtschaft (Ackerbau, Obstbau und Viehzucht) und die Forstwirtschaft geprägtes Dorf. Heute gibt es einige Betriebe des lokalen Kleingewerbes, darunter eine Kunsttischlerei. In den letzten Jahrzehnten hat sich das Dorf zu einer Wohngemeinde gewandelt. Viele Erwerbstätige sind deshalb Wegpendler, die in den größeren Ortschaften der Umgebung ihrer Arbeit nachgehen.
Die Ortschaft ist verkehrstechnisch gut erschlossen. Sie liegt an der Hauptstraße D164, die von Saint-Loup-sur-Semouse nach Contrexéville führt. Eine weitere Straßenverbindung besteht mit Aillevillers.